# Podróż apostolska Franciszka do Tajlandii i Japonii
Podróż apostolska papieża Franciszka do Tajlandii i Japonii odbyła się w dniach 19–26 listopada 2019 roku.
Franciszek był drugim papieżem, który odwiedził te kraje. Poprzednio Japonię w 1981 i Tajlandię w 1984 odwiedził Jan Paweł II.

## Program pielgrzymki
- 19 listopada

O 1900 papież wyleciał samolotem z Rzymu do Bangkoku.
- 20 listopada

O 1230 tajskiego czasu samolot z papieżem wylądował na lotnisku w Bangkoku. Po wylądowaniu odbyła się ceremonia powitalna papieża w terminalu wojskowym lotniska. Po ceremonii powitania papież miał dzień wolny.
- 21 listopada

O 900 przed budynkiem posiedzeń rządu w Bangkoku odbyła się ponownie ceremonia powitalna papieża, po której kwadrans później papież spotkał się w budynku posiedzeń rządu z premierem Tajlandii, Prayuthem Chan-ochą. Kwadrans po spotkaniu z premierem papież spotkał się w tym samym miejscu z władzami, korpusem dyplomatycznym i mieszkańcami Tajlandii. O 1000 papież spotkał się w świątyni buddyjskiej z Najwyższym Patriarchą Buddystów. O 1100 papież złożył wizytę w szpitalu St. Louis, gdzie spotkał się z personelem medycznym szpitala. O 1200 w szpitalu spotkał się z chorymi i niepełnosprawnymi. Po wizycie w szpitalu papież zjadł obiad. O 1700 w Pałacu Królewskim spotkał się z królem Tajlandii, Ramą X. O 1800 odprawił mszę świętą na Stadionie Narodowym.
- 22 listopada

O 1000 papież spotkał się z duchowieństwem Tajlandii w parafii św. Piotra w Bangkoku. O 1100 w parafii bł. Mikołaja Boonkerda Kitbamrunga papież spotkał się z biskupami Tajlandii. O 1150 w pokoju przylegającym do sanktuarium papież spotkał się z Towarzystwem Jezusowym Tajlandii. Po spotkaniu papież zjadł obiad w nuncjaturze apostolskiej. O 1520 papież spotkał się z przywódcami różnych religii na Uniwersytecie Chulalongkorna. O 1700 w Katedrze Wniebowzięcia NMP odprawił mszę świętą dla młodzieży.
- 23 listopada

O 930 odbyła się ceremonia pożegnalna papieża na lotnisku, po której kwadrans później papież odleciał samolotem do Tokio. O 1740 japońskiego czasu samolot z papieżem wylądował na lotnisku w Tokio. Po wylądowaniu odbyła się ceremonia powitalna. O 1830 papież spotkał się z biskupami Japonii w nuncjaturze apostolskiej.
- 24 listopada

O 720 papież odleciał samolotem z Tokio do Nagasaki, przyleciał do Nagasaki o 920. Kilkanaście minut później w miejscu wybuchu bomby atomowej papież złożył hołd jej ofiarom. O 1200 zjadł obiad w arcybiskupstwie Nagasaki. O 1400 na stadionie baseballowym Nagasaki papież odprawił mszę świętą. O 1635 odleciał samolotem z Nagasaki do Hiroszimy; przyleciał do Hiroszimy o 1745. Kilkanaście minut później papież złożył wizytę w Parku Pokoju, miejscu wybuchu drugiej bomby atomowej. O 2025 papież wrócił samolotem do Tokio, gdzie wylądował o 2150. Papież przenocował w Tokio.
- 25 listopada

O 1000 papież spotkał się z ofiarami katastrofy „Bellesalle Hanzomon”. Następnie w Pałacu Cesarskim w Tokio papież spotkał się z cesarzem Japonii, Naruhito. O 1145 papież spotkał się z młodzieżą w katedrze św. Maryi w Tokio. O 1200 zjadł obiad w nuncjaturze apostolskiej Japonii. O 1600 papież odprawił mszę świętą na stadionie baseballowym Tokyo Dome. Po mszy świętej papież spotkał się z władzami Japonii, korpusem dyplomatycznym i premierem Japonii, Shinzō Abe.
- 26 listopada

O 745 papież odprawił prywatną mszę świętą w Centrum Kulturowym Uniwersytetu Sophia dla członków japońskiego Towarzystwa Jezusowego. Po mszy świętej zjadł śniadanie. O 940 spotkał się w tym samym miejscu ze starszymi i schorowanymi księżmi. O 1000 złożył wizytę na Uniwersytecie Sophia. O 1120 japońskiego czasu na lotnisku Haneda w Tokio odbyła się ceremonia pożegnalna papieża, po której kwadrans później papież odleciał samolotem do Rzymu. O 1715 rzymskiego czasu samolot z papieżem wylądował na lotnisku w Rzymie.